# ديريك ماكويليامز
ديريك ماكويليامز (بالإنجليزية: Derek McWilliams)‏ هو لاعب كرة قدم بريطاني في مركز الوسط، ولد في 16 يناير 1966 في Broxburn ‏ في المملكة المتحدة. لعب مع دونفرملين أثلتيك ونادي أردريونيانز ونادي إيست فيف ونادي بارتيك ثيسل ونادي دندي ونادي ستيرلينغ ألبيون ونادي ستيرلينغشير الشرقية ونادي فالكيرك ونادي هيبرنيان.

## وصلات خارجية
- ديريك ماكويليامز على موقع قاعدة بيانات كرة القدم.إي يو (الإنجليزية)
- ديريك ماكويليامز على موقع Soccerbase.com (لاعب) (الإنجليزية)